# Parallage diaphanata
Parallage diaphanata är en fjärilsart som beskrevs av J. Peter Maassen 1890. Parallage diaphanata ingår i släktet Parallage och familjen mätare. Inga underarter finns listade i Catalogue of Life.